# Hans-Peter Becker
Hans-Peter Becker (ur. 1960 w Ubstadt-Weiher) – niemiecki ksiądz pallotyn, pierwszy prowincjał zjednoczonej prowincji pallotyńskiej Niemiec i Austrii z siedzibą we Friedbergu. Dzięki reelekcji zaczął 2 lutego 2010 swoją drugą kadencję.
Hans-Peter Becker został wyświęcony na księdza w 1989 r. Działał w duszpasterstwie szkolnym i młodzieżowym przy St. Paulusheim w Bruchsalu. Od 2005 objął kierownictwo nad południową prowincją niemieckich pallotynów.